# Khalid al-Azm
Khalid o Khaled al-Azm o al-Azim o al-Azem (àrab: خالد العظم, Ḫālid al-Aẓim) (Damasc, 1903 - Beirut, 18 de novembre de 1965) fou un polític i líder nacionalista sirià que fou sis vegades primer ministre abans d'esdevenir president interí de la república (4 d'abril a 16 de setembre de 1941).

## Biografia
Khalid al-Azm pertanyia a una família siriana important. El seu pare fou ministre otomà d'afers religiosos.
Diplomat l'any 1923 per la universitat de Damasc, es va instal·lar a la capital el mateix any per entrar en política en el govern de Damasc (1925). Era molt pròxim dels nacionalistes sirians oposats al mandat francès a Síria, i entre aquests nacionalistes destacava el Bloc Nacional d'Hashim al-Atassi i de Shukri al-Quwatli. Prengué sovint la defensa d'al-Atassi, però en canvi disputava també sovint amb Quwatli al que jutjava massa autoritari.
Va ser elegit diverses vegades com diputat. El 1941 els francesos lleials a Vichy, no trobant cap altre persona adient, el van nomenar primer ministre i president interí de la república. Quan la França Lliure va prendre el control de Damasc el va substituir pel pro-francès Tadj al-Din al-Hasani el 16 de setembre; el 21 de setembre de 1941 el seu càrrec de primer ministre va passar a Hassan al-Hakim, nomenat pel nou president. De 1943 a 1947 va ser diputat i va ocupar diversos càrrecs ministerials.
Era ministre quan el 1945 va presentar la dimissió, i esdevingué llavors el cap de l'oposició. S'oposava al president al-Quwatli que volia modificar la constitució per poder exercir un segon mandat. El govern de Saadallah al-Jabiri va plegar el 16 de desembre de 1946 i fins al dia 29 de desembre al-Azm va assegurar la direcció del govern interinament. El 1947 va competir altre cop contra al-Quwatli però va perdre altre cop i va acceptar la posición d'enviat a France o va servir en aquesta posició durant un any. Va concloure compres d'armament amb França o més tard amb la Unió Soviètica.
El 17 de desembre de 1948 va dimitir Jamil Mardan i al-Azm fou altre cop primer ministre en un gabinet muli-partidista fins al 30 de març de 1949. Es va apropar a França i als Estats Units perquè obtenir per Síria diners pel seu desenvolupament. Igualment va viatjar repetidament per defensar la causa palestina a les Nacions Unides.
Azm s'oposava freqüentment al cap d'estat major militar Husni al-Zaim. Quan aquest va donar un cop d'estat el 29 de març de l'any 1949, fou detingut i tancat a la presó amb Quwatli (30 de març). Fou alliberat després de la caiguda de Zaim esdevenint diputat per Damasc. Esdevindrà després ministre de finances.
Igualment va participat en la redacció d'una nova constitució a l'assemblea constitucional. Fou altre cop primer ministre (27 de desembre de 1949 a 4 de juny de 1950) durant l'administració de Hashim al-Atassi (agost de 1949 a desembre de 1951); del 27 de març de 1951 al 9 d'agost de 1951 va formar un altre govern. Azm va tancar la frontera amb el Líban en un intent de prevenir la caiguda de la indústria local siriana per causa de les importacions massives des del Líban; també es va enfrontar amb els militars perquè va refusar nomenar cap oficial en cap dels seus gabinets i sempre es va reservar la cartera de defensa per a ell mateix; finalment es va oposar als sirians pro-haiximites ue desitjaven una unió entre Síria i l'Iraq. Els socialistes es malfiaven d'ell en raó dels seus orígens socials d'una família de notables. A finals de 1951 va abandonar la política en protesta pel cop d'estat d'al-Shishakli.

## Oposició a Nasser
Amb la caiguda del president Adib Shishakli, al-Azm es va presentar el 1955 en contra de Quwatli a les eleccions per esdevenir president de la república. Però va perdre una vegada més contra el seu rival. Després de la seva derrota, es va retirar breument de la vida política. El 1956, va fer el seu retorn en política entrant al tercer govern de Sabri al-Assali. En tant que ministre de defensa, va concertar una aliança molt important entre el seu país i la Unió soviètica amb la que també va concertar altres diversos tractats (als Estats Units fou anomenat "el milionari roig").
Al-Azm es va oposar a la unió de la Síria i Egipte, al·legant el fet que si això arribava, Nasser destruiria el règim polític sirià, i posaria final a l'economia de mercat.
Es retira a nou de la vida política durant la era de la República Àrab unida, abandonant Síria per establir-se al Líban.

## Inestabilitat militar
Amb el fracàs de la unió sírio-egípcia, al-Azm va tornar a Síria i va intentar presentar-se a les eleccions presidencials, però la seva candidatura fou rebutjat pels militars.
Va decidir presentar-se a les eleccions legislatives, on fou elegit diputat.
El 28 de març de 1962, un cop d'Estat va deposar el govern de Nazim al-Kudsi; llavors el president al-Kudsi i al-Azm foren llavors empresonats. El 2 d'abril foren alliberats arrel d'un contracop d'estat. Al-Azm esdevingué llavors primer ministre per sisena vegada amb al-Kudsi com a president.
Els dos homes s'havien aliat per eliminar de l'exèrcit a tots els militars pro-nasseristes.
Però el partit Baas va procedir a un cop d'estat l'any 1963, i els dos homes es van veure obligats a marxar a l'exili.

## Mort
Va fugir a Beirut, però després de la confiscació de les seves terres pel govern baassista, va haver de viure en condicions financeres difícils.
Va morir el 18 de novembre de 1965 al Líban, on fou enterrat. Les seves Memòries han estat editats a títol pòstum l'any 1973.